# Johan Remen Evensen
Johan Remen Evensen, född 16 september 1985 i Alsvåg i Øksnes kommun, Nordland fylke och växte upp i Molde, Møre og Romsdal fylke är en norsk backhoppare som tävlar för Molde og Omegn Idrettsforening. Den 11 februari 2011, satte Remen Evensen världsrekord i backhoppning med 246,5 meter i Vikersundbacken. Det tidigare världsrekordet hade Bjørn Einar Romøren på 239 meter (satt i Planica 6 år tidigare).

## Tidig karriär
Johan Remen Evensen startade karriären med ett otäckt fall i Granåsen (K123, HS140), Trondheim 16 år gammal. Han blev svårt skadad och förklarad idrottsinvalid. Emellertid var han tillbaks i backhoppningen igen redan efter ett halvt år. Han tävlade i norska mästerskapet NM) 2004 och noterade sig för en 25:e plats i Holmenkollen. 2007 blev han nummer 15 i NM i Molde. Efter goda resultat och bland annat seger i Norges Cup, blev han utvald som provhoppare under skidflygningstävlingarna i Vikersund 2007.
10 mars 2007 debuterade han i Kontinentalcupen i Zakopane och blev tvåa. Veckan efter vann han i Sapporo. Remen Evensen hade flera goda placeringar bland de tio bästa i Kontinentalcupen medan han ofta var provhoppare i skidflygningstävlingar, bland annat i Planica.

## Karriär
Johan Remen Evensen debuterade i Världscupen 6 december 2008 i Trondheim där han blev nummer 10. Hans bästa säsong hittills i världscupen är säsongen 2010/2011 då han blev nummer 11. Han tok sin hittills enda seger i en deltävling i världscupen 12 februari 2011 i Vikersund. Dagen innan, under kvalificeringen satte han nytt backrekord med 246,5 meter. Hoppet noterades också som nytt officiellt världsrekord. Säsongen 2010/2011 blev han nummer 6 i världscupen i skidflygning.
I Tysk-österrikiska backhopparveckan gjorde han sin bästa säsong 2008/2009. Han blev 24 totalt.
I VM har Remen Evensen två silvermedaljer i lagtävlingar tillsammans med det norska laget. VM 2009 i Liberec var det norska laget (Anders Bardal, Tom Hilde, Johan Remen Evensen och Anders Jacobsen) 33,5 poäng efter segrande Österrike. I VM 2011 på hemmaplan i Oslo vann samma norska laget silver i lagtävlingen i stora backen (Holmenkollen), igen efter det österrikiska laget (43,6 poäng).
I Olympiska spelen 2010 i Vancouver vann Remen Evensen en bronsmedalj med det norska laget. Norrmännen var 77,6 poäng efter guldmedaljvinnarna från Österrike och bara 5,5 poäng efter Tyskland som vann silvermedaljerna.
Österrike blev också för starka för det norska laget i VM i skidflygning i Planica 2010, men Norge vann silvret före Finland. Remen Evensen har tre säsonger i Sommar-Grand-Prix med en fjortonde plats totalt som bästa resultat (2009). Han har två bronsmedaljer från norska mästerskap, 2010 i Trondheim (stora backen) och 2011 i Sprova (normalbacken).
Johan Remen Evensen meddelade 20 februari 2012 att han avslutade sin idrottskarriär.